# Ondrej Ožďáni
Ondrej Ožďáni (Losonc, 1950. február 12.) szlovák régész.

## Élete
1968-ban érettségizett Losoncon, majd 1973-ban végzett a Comenius Egyetem régészet szakán. Ugyanazon évtől a Nyitrai Régészeti Intézet munkatársa. 1982-ben kisdoktori és kandidátusi fokozatot szerzett a Comenius Egyetemen.
Elsősorban a bronzkorral és a halomsíros kultúrákkal foglalkozik. Ásatott többek között Csatajon, Ebeden, Kicsinden és Léván.

## Művei
- 1975 Nové sídliskové nálezy z Levíc. AVANS 1974, 71-72.
- 1976 Mladoeneolitické výšinné sídlo v Šíde. AVANS 1975, 163. (tsz. Nevizánszky Gábor)
- 1983 Dávnoveké zbrane na Slovensku
- 1990 Hroby z doby bronzovej vo Svodíne. AVANS 1988, 130-131.
- 1992 Militáriá – Konský postroj – Voz. (tsz. Jozef Zábojník – Gabriel Nevizánsky – Ivan Kuzma)
- 2001 Das Vordringen fremder ethnischer Gruppen in den Nordkarpatenraum in der ausklingenden Spätbronzezeit. In: Kacsó, C. (Hrsg.): Der Nordkarpatische Raum in der Bronzezeit. Baia Mare, 353-368. (tsz. Kujovský, R.)
- 2004 Depot bronzových predmetov z neskorej doby bronzovej z Nitrianskej Blatnice. AVANS 2004, 156-157.
- 2005 Nitrianska Blatnica – Kozí chrbát. Nitra
- 2005 Sídlisko lužickej kultúry z Nitrianskej Blatnice. AVANS 2005, 154-156.
- 2006 Dejiny obce Dolné Trhovište vo svetle archeologických nálezov. In: Obec Dolné Trhovište 1156-2006. Dolné Trhovište, 12-25.
- 2007 Ďalší depot bronzových predmetov zo Zvolena. In: Doba popelnicových polí a doba halštatská. Brno, 167-176. (tsz. Peter Ušiak – Tomáš Zachar)
- 2007 Sídlisko lužickej kultúry z Nitrianskej Blatnice. AVANS 2005, 154–156.
- 2008 Výsledky záchranného výskumu v Novom Tekove-Marušovej. AVANS 2006
- 2008 Bemerkungen zum Vorkommen von Keramik fremder Provenienz zu Beginn der mittleren Bronzezeit in der Südwestslowakei. Bericht der römisch-germanichen Kommission 89, 411-429.
- 2009 Depoty bronzových predmetov z Hradiska pri Nemeckej. Slovenská archeológia 57/1, 1-56.
- 2010 Nové náleziská hatvanskej kultúry na Dolnom Pohroní a Poiplí. Študijné zvesti 47, 53-62.
- 2010 Poznámky k výskytu keramiky cudzej proveniencie na juhozápadnom Slovensku počiatkom strednej doby bronzovej. Slovenská archeológia 58/2, 259-272.
- 2015 Bronzový terč z obce Kravany nad Dunajom. Zborník Slovenského národného múzea – Archeológia – Supplementum 9, 183-186.